# Общество для распространения Священного Писания в России
Общество для распространения Священного Писания в России — христианская внеконфессиональная организация, занимавшаяся распространением Священного Писания на территории Российской империи. Действовало в 1863—1915 гг.

## История
История общества началась 8 апреля 1863 года, когда на квартире Н. А. Астафьева (в доме № 45 6-й линии Васильевского острова) собрались 8 человек, принадлежавших к разным христианским конфессиям. В кружок вошли чиновник Министерства народного просвещения П. И. Белецкий, преподаватель теории музыки в Санкт-Петербургской консерватории Н. И. Заремба, чиновник Министерства государственных имуществ Ф. Г. Неандер, И. М. Нобс, литограф И. С. Диле, голландский органист К. А. ван Арк и О. Б. Форхгамер. Поводом к собранию стал выход в 1862 году первого синодального издания Нового Завета на русском языке, которое начал распространять в Санкт-Петербурге и окрестностях Форхгамер, оставившего для этого службу в купеческой конторе. Собрание поставило своей целью сбор пожертвований на расширение деятельности Форхгамера. Для разноски книг было решено «брать не „наемников“, но только людей истинно благочестивых и работающих не из корысти, но из усердия к делу». Сбор пожертвований совершали только среди знакомых. Состав кружка постепенно увеличивался. Значительную помощь оказывал А. Х. Экк, агент Британского библейского общества, при поддержке которого были организованы поездки Форхгамера по России: в июне 1863 года — на Нижегородскую ярмарку, в 1864 и 1867 годах — в Москву, в 1867 и 1868 — на Кавказ. Книгоноши и члены-комиссионеры появились в Астрахани, Баку, Дербенте, Иркутске, Киеве, Москве, Нижнем Новгороде, Новочеркасске, Одессе, Орле, Пскове, Рязани, Саратове, Тамбове, Тифлисе, Туле и других городах. За период 1863——1868 годов было распространено 85 580 экземпляров, преимущественно Нового Завета на русском языке, и собрано 4880 рублей пожертвований.
После появления циркуляра Министерства внутренних дел от 20 октября 1866 года, которым запрещались всякие собрания, деятельность обществ и прочих объединений, не зарегистрированных правительством, 17 ноября 1866 года состоялось экстренное собрание кружка по вопросу регистрации. Был выработан устав «Общество для распространения Св. Писания в России», который подписали 16 человек: Н. А. Астафьев, К. А. ван Арк, И. С. Диле, Ю. А. Долганов, П. П. Дьяконов, Н. И. Заремба, Ф. Я. Карелль, Б. Ф. Лемм, барон Р. А. Мирбах, А. И. Наманский, Ф. Г. Неандер, К. В. Небольсин, И. М. Нобс, К. П. Слепнёв, А. В. Советов и А. Г. Лашкарёв. В январе 1867 года устав был представлен в Министерство внутренних дел и только спустя два года был внесён министром внутренних дел А. Е. Тимашевым (по просьбе его жены, принимавшей деятельное участие в работе общества) на рассмотрение Комитета министров, одобрен и 2 мая 1869 года высочайше утверждён.
Правление Общества состояло из председателя, казначея и секретаря. Первым председателем стал Н. А. Астафьев. В апреле 1903 года его сменил А. И. Поповицкий, вскоре умерший. Недолго общество возглавлял генерал-майор В. И. Покотило, а затем — начальник Главного тюремного управления А. М. Максимовский. Последним председателем был Е. К. Пистолькорс. Распорядительный комитет общества состоял из действительных членов, которые собирались ежемесячно. Действительными членами в разные годы состояли: Е. К. Баумгартен, граф А. П. Бобринский, А. Н. Куломзин, А. П. Пезаровиус, В. К. Саблер, К. А. Швебс и др. Среди членов-сотрудников общества были представители аристократии, гражданские чиновники и военные разных чинов, купцы, мещане, отставные матросы и солдаты. Членами-сотрудниками были архиепископы Амвросий (Ключарёв), Вениамин (Благонравов), Модест (Стрельбицкий), епископы Иосиф (Соколов), Иларион (Юшенов), свт. Иустин (Полянский), Лаврентий (Некрасов), протоиереи Н. И. Брянцев, М. Д. Горчаков, Иоанн Кронштадтский, протопресвитеры А. А. Желобовский, И. Л. Янышев и др. Наибольшее число лиц духовного звания состояло в обществе в 1885 году (442 чел.), с конца 1890 года их численность неуклонно уменьшалась и в 1914 году, согласно отчёту, в обществе осталось 108 лиц духовного звания.
По примеру Британского библейского общества был выбран способ распространения Священного Писания «вразнос», то есть книгоношами.
Продажа книг была убыточной, расходы покрывались за счёт членских взносов, пожертвований от учреждений и частных лиц, кредитов и прочих поступлений. При содействии лейб-медика Ф. К. Карелля с 1871 года общество получало пожертвования от членов императорской фамилии (ежегодно около 1 тысячи рублей). Значительную финансовую помощь оказало Американское библейское общество, которое предполагало открыть в России свой филиал для распространения книг Священного Писания. Летом 1879 года была достигнута договоренность о том, что вместо открытия своих агентств Американское библейское общество будет оказывать денежную помощь: ежегодно выделять 1 тысячу долларов на бесплатную раздачу книг Священного Писания и содержать необходимое число книгонош. Ежегодная помощь в размере 3-5 тысяч долларов поступала в течение 17 лет и закончилась в 1897 году.
Деятельность общества прекратилась около 1915 года, точная дата не выявлена.
Было воссоздано в 1994 году.